# Liceul Teoretic „Decebal” din Constanța
Liceul Teoretic „Decebal” Constanța este o unitate de învățământ preuniversitar din municipiul Constanța. Instituția funcționează ca liceu teoretic (1970-1977, 1990-), gimnaziu (2008-), școală primară și grădiniță (2010-). Astfel, aproape trei decenii a fost aparținut filierei teoretice, fiind transformat pentru o scurtă perioadă (1977-1990) într-unul din numeroasele licee industriale ale României socialiste.

## Istoric
Înființat în anul școlar 1970–1971, prin hotărârea Consiliului Popular Constanța și al Inspectoratului Școlar Județean Constanța cu aprobarea Ministerului Educației și învățământului, Liceul Teoretic „Decebal” Constanța (la aceea vreme Liceul Nr. 5) a avut la baza înființări prezența în număr mare a unor absolvenți de gimnaziu în zonele limitrofe liceului, dar și lipsa unui liceu cu profil realist (mai apoi industrial) în această zonă a municipiului.
În decursul anilor, liceul a suferit numeroase schimbări de profil: în anul 1977, printr-o hotărâre a Inspectoratului Școlar Județean Constanța, liceul a fost transformat în liceu industrial pus sub egida Ministerului Minelor, Petrolului și Geologiei.
Cu toate că liceul nu avea meserii atractive pentru absolvenții școlilor generale s-a reușit acoperirea planului de școlarizare și obținerea unor rezultate bune la concursurile școlare și la admiterea în învățământul superior.
Începând cu anul școlar 1990–1991, la aniversarea a două decenii de la înființarea instituției, ținând cont de preferințele absolvenților de școală generală, dar și de capacitatea colectivului de cadre didactice, liceul a fost transformat în liceu teoretic, sub denumirea de Liceul Teoretic „Decebal” din Constanța.
În anul școlar 2010-2011 s-a produs fuziunea Liceului Teoretic „Decebal” cu alte două unități de învățământ: Școala „Dimitrie Știubei” și Grădinița „Flipper”, ridicând numărul total de elevi școlarizați la peste 1000. În urma preluării acestor unități de învățământ, liceul „Decebal” școlarizează elevi din toate ciclurile de învățământ preuniversitar (preșcolar, primar, gimnazial, liceal).
Oferta educațională pentru anul școlar 2012-2013 cuprinde cinci clase de a IX-a, două de a V-a, două clase I și două clase pregătitoare.

## Liceul „Decebal” pe plan local
Unitate de învățământ cu personalitate juridică, Liceul Teoretic „Decebal” are în subordine următoarele structuri:
- Școala gimnazială „Dimitrie Știubei” Constanța
- Grădinița cu program normal nr. 41 „Flipper” Constanța (în incinta liceului)

Liceul Teoretic „Decebal” este și centru financiar-contabil pentru următoarele unități de învățământ:
- Liceul Teoretic „Decebal” (unitatea propriu-zisă, inclusiv structurile „Dimitrie Știubei” și „Flipper”)
- Grădinița cu program prelungit nr. 6 Constanța
- Grădinița cu program prelungit nr. 8 Constanța
- Grădinița cu program normal nr. 51 Constanța

## Absolvenți notabili
- Gheorghe Hagi
- Gheorghiu Alexandru (Sirius)
- Gândăcescu Alexandru
- Lefteratis Andrei
- Narcis Florin Dascălu